# The Jazzpar Prize (David-Murray-Album)
The Jazzpar Prize ist ein Jazz-Album von David Murray mit dem Pierre Dørge New Jungle Orchestra, aufgenommen in Kopenhagen am 16. und 17. März 1991 und veröffentlicht 1992 auf dem Label Enja.

## Hintergrund
Der Tenorsaxophonist und Bassklarinettist David Murray war 1991 der Preisträger des Jazzpar-Preises, nachdem ihn 1990 (bei seiner ersten Verleihung) Muhal Richard Abrams erhalten hatte. Zu den für den Preis nominierten Musikern gehörten Don Cherry, Jackie McLean, Martial Solal und Randy Weston. Der Jazzpar-Prize galt damals mit ca. 35.000 $ als der weltweit höchstdotierte Jazzpreis. Murray wurde von einer international besetzten Jury aus Dan Morgenstern, Gary Giddins (USA), Philippe Carles (Frankreich), Bert Noglik (Deutschland) und Erik Wiedemann (Dänemark) gewählt. Zu der Auszeichnung gehörte die Gelegenheit, eine Formation mit dänischen und internationalen Musikern zusammenzustellen, mit dieser das Preisträger-Konzert zu spielen und ein Album einzuspielen. Die Band, die Murray auswählte, war das New Jungle Orchestra des dänischen Gitarristen Pierre Dørge, den Murray von gemeinsamen Auftritten auf verschiedenen Festivals her kannte. Das zehnköpfige Ensemble, zu dem u. a. die dänischen Keyboarderin Irene Becker, der britischen Trompeter Harry Beckett, der deutsche Posaunist Jörg Huke und der dänische Saxophonist Jesper Zeuthen gehörten, hatte hier Gäste neben Murray den amerikanischen Pianisten Horace Parlan und den norwegischen Schlagzeuger Audun Kleive.
Bei dem ersten Konzert am 13. März – im Vorprogramm trat das Jens Winther Quintett mit Al Foster und eine Formation unter Leitung von Jesper Thilo auf – spielte die Formation eine Interpretation der Peer-Gynt-Suite, Improvisationen über Brikama und Different Place Diffenrent Bananas. Es folgten Dørges Kompositionen Do Green Ants Dream? und das Murray gewidmete David in Wonderland, anschließend aus Murrays Repertoire Shakill’s Warrior (das Titelstück aus seinem Album für DIW, ebenfalls im März 1991 eingespielt) und Song for Doni, das er seinem Bruder Donald gewidmet hatte. Dieser war zu dieser Zeit Chorleiter in Texas und wurde als Gastvokalist in einem Gospel Medley herausgestellt, in dem Spiritual-Standards wie Nobody Knows the Trouble I’ve Seen und Down by the Riverside interpretiert wurden. Dies war seit langem der erste Auftritt Donald Murrays mit seinem Bruder David, der damit an seine frühen Auftritte in der Familienband in einer Pentecostal Church erinnerte. Weitere Konzerte gab die Formation in Odense und Aarhus; am 16. und 17. März gingen die Musiker dann in ein Kopenhagener Studio.

## Die Musik des Albums
Neben dem schon bei den Konzerten aufgeführten Gospel-Medley mit Donald Murray, den Dørge-Kompositionen David in Wonderland und Do Green Ants Dream? sowie den beiden Murray-Stücken Shakill’s Warrior und Song for Doni spielte das Ensemble außerdem Duke Ellingtons Klassiker In a Sentimental Mood ein. Während Do Green Ants Dream? stark vom Ensemblespiel dominiert ist, stehen in David in Wonderland nach einem Piano-Intro Parlans die Solisten Murray (am Tenorsaxophon) und Beckett (am Flügelhorn) im Vordergrund. Das Gospel-Medley ist in ein Bigband-Arrangement eingebettet; während die Ballade In a Sentimental Mood im Saxophon-Piano-Duo Murray/Parlan interpretiert wird, in dem Horace Parlan ein längeres Solo hat. Es folgt in mittlerem Tempo Shakill’s Warrior, eingeleitet im Bigband-Arrangement mit solistischen Beiträgen von Murray, Beckett, Dørge und Jens Skov Olsen. Das Thema der Schlussnummer Song for Doni wird vom Bläsersatz vorgetragen, im Mittelteil die Soli Parlans und Becketts.

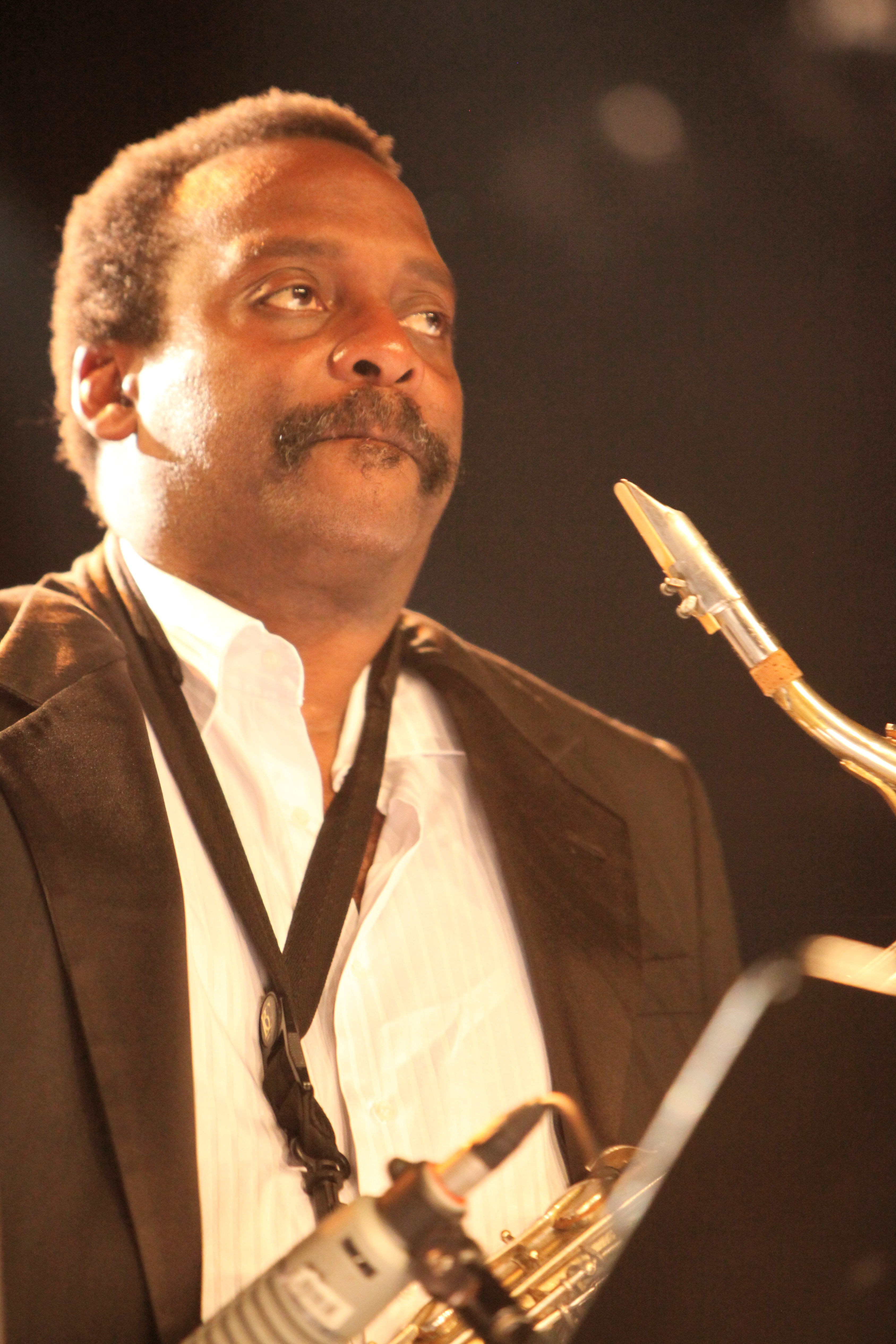
David Murray, 2011
Cully Jazz Festival

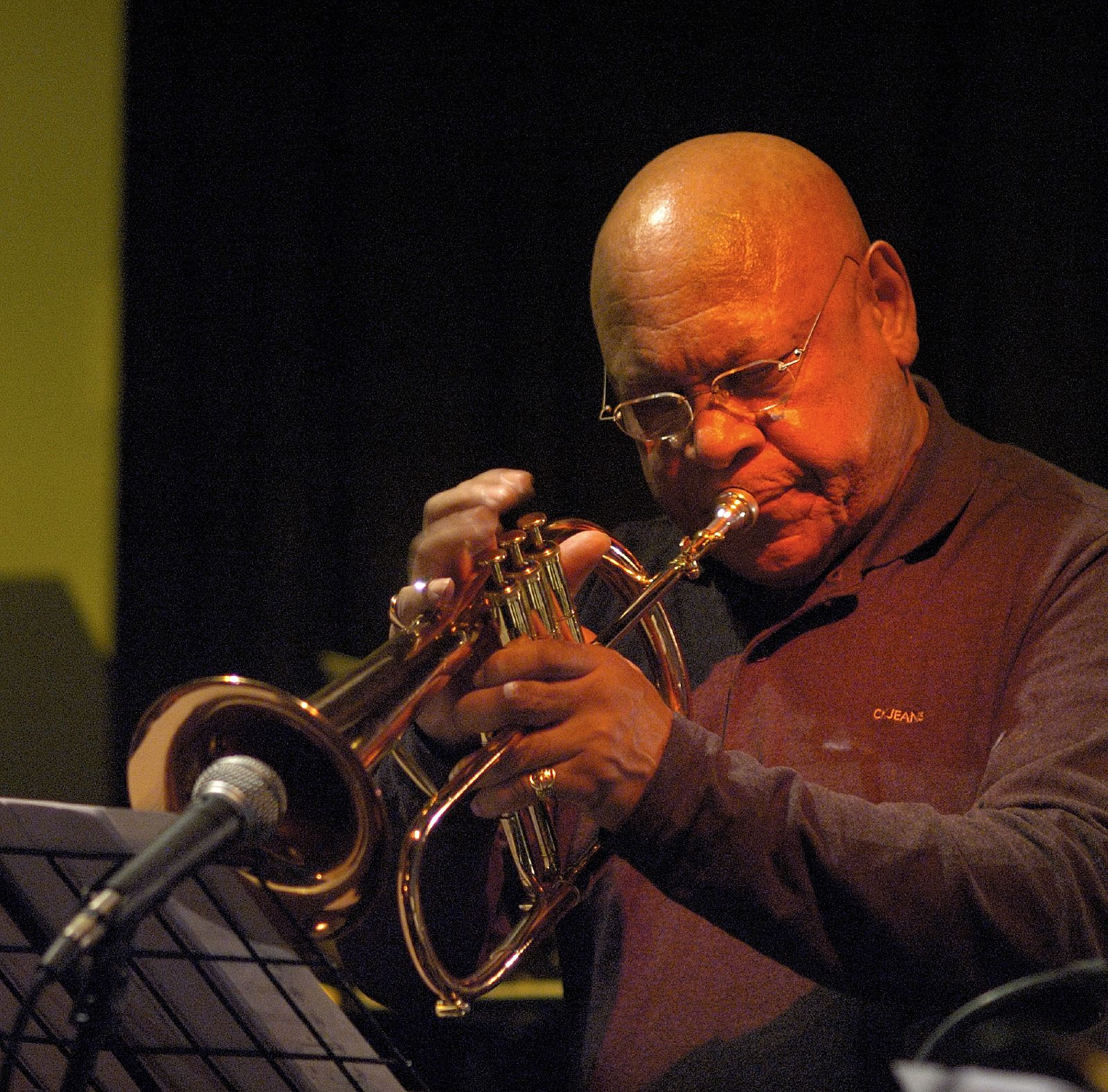
Harry Beckett (2007)

## Rezension
Scott Yanow vergab an das Album 4½ (von 5) Sternen und nannte die Aufnahmen

“colorful and often memorable. The performances are avant-garde, but not afraid of using melodies and straight-ahead rhythms when it best suits the music.”

Cook/Morton bewerteten es mit lediglich 3 (von 4) Sternen; sie gingen auf Murrays und Dørges Interesse an Ellingtons Klangwelt ein. Murray – der sich ansonsten hervorragend in das Ensemble einfüge – spiele hier gezügelter als sonst und seine „Seelenverwandtschaft mit Paul Gonsalves [gerate] gänzlich widerspruchsfrei“; obwohl er die Melodie in dem Ellington-Stück variierte, um sein Solo zum Zünden zu bringen, sei seine Interpretation von In a Sentimental Mood unter seinen Aufnahmen „ironischerweise eine der glattesten und respektvollsten Repertoire-Darbietungen“.

## Liste der Titel
- David Murray & Pierre Dørge’s New Jungle Orchestra – The Jazzpar Prize (Enja 7031-2)

1. Do Green Ants Dream (Dørge) – 8:58
2. David in Wonderland (Dørge) – 7:15
3. Gospel Medley (Murray) – 6:14
4. In a Sentimental Mood (Ellington) – 9:20
5. Shakill’s Warrior (Murray) – 12:20
6. Song for Doni (Murray) – 10:11